# Portpatrick
Portpatrick (Schots-Gaelisch: Port Phàdraig) is een dorp in het uiterste zuidwesten van Schotland, in de streek Dumfries and Galloway. De plaats ligt aan de kust, tussen steile kliffen.
Portpatick is ongeveer 500 jaar geleden gebouwd in de buurt van de ruïne van het nabijgelegen kasteel Dunskey. Vanaf daar is in het westen de kust van Noord-Ierland zichtbaar. Als gevolg van de warme golfstroom kent Portpatrick een relatief mild klimaat. De plaats leeft van oudsher van de visserij, nog steeds is er een vissersvloot actief. Er is een bootverbinding met Belfast. In het verleden was Portpatrick een belangrijke haven, maar met het groter worden van de schepen op het eind van de 19e eeuw, in combinatie met de kwetsbare ligging bij de soms zware wind nam dat belang af ten gunste van Stranraer. In Portpatrick staat een Navtex station.

## Sport en recreatie
Boven op de klif in het noorden staat het ca 100 jaar oude Portpatrick Hotel, vanaf waar de Southern Upland Way begint, een wandelroute naar het oosten van Schotland. Het is de bedoeling dat deze route deel gaat uitmaken van de Europese Wandelroute E2, die op dat moment Ierland zal verbinden met Zuid-Frankrijk.

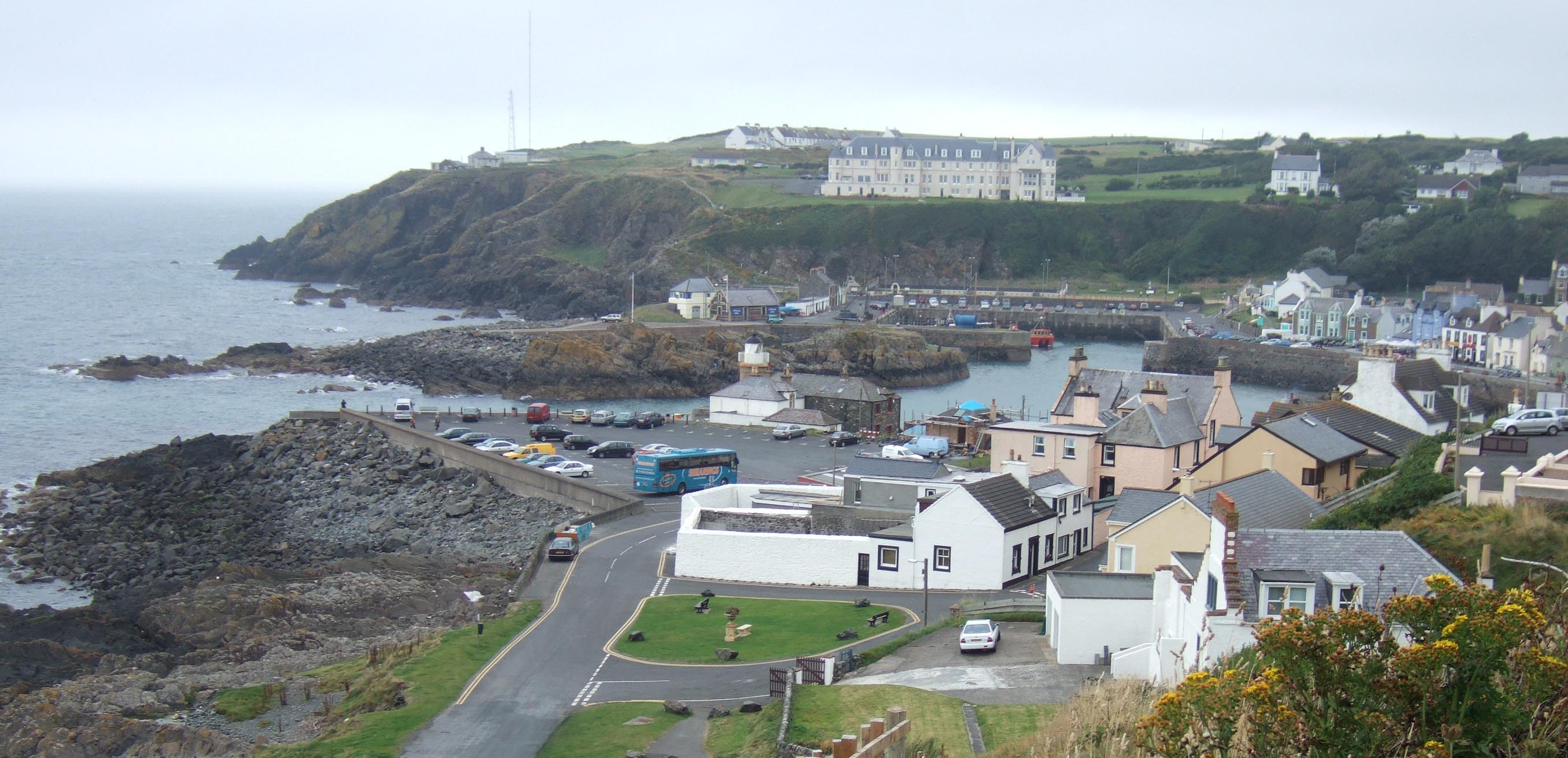
Zicht over de haven van Portpatrick en het Hotel